# NGC 2698
NGC 2698 est une galaxie lenticulaire située dans la constellation de l'Hydre.  NGC 2698 a été découverte par l'astronome britannique John Herschel en 1826.

## Caractéristiques
Sa vitesse par rapport au fond diffus cosmologique est de 2 207 ± 22 km/s, ce qui correspond à une distance de Hubble de 32,6 ± 2,3 Mpc (∼106 millions d'al).
À ce jour, une mesure non basée sur le décalage vers le rouge (redshift) donne une distance d'environ 29,400 Mpc (∼95,9 millions d'al). Cette valeur est tout juste à l'extérieur des valeurs de la distance de Hubble.